# Gröstl
Il Gröstl [ˈɡrœʃtəl] o Tiroler Gröstl (dal tedesco rösten, abbrustolire), in ladino e dialetto trentino patate rostide o rosticciata, è un piatto tipico del Tirolo storico (oggi quindi della cucina trentina, cucina altoatesina e del Land Tirolo).

## Descrizione
Nella sua versione più semplice consiste in Röstkartoffeln (patate prima lessate e poi ripassate in padella con le cipolle soffritte nel burro) arricchite con avanzi di carne: un tipico piatto destinato al riciclo degli avanzi, alla stregua dei canederli. 
Le versioni più elaborate prevedono una preparazione al forno, nella quale la carne non è ricavata da avanzi, ma appositamente preparata. La carne è tipicamente collo di maiale, ma esistono varianti che impiegano carne bovina (Herrengröstl, "gröstl dei signori") oppure castrato (talvolta chiamato Innsbrucker Gröstl, ovvero "gröstl di Innsbruck"). Talvolta, al posto della carne, si impiegano würstel.
Spesso viene accompagnato da uova all'occhio di bue, o insalata di cavoli cappucci.